# Moczydło (Równina Torzymska)
Moczydło (Osiecznica, Głębokie) – niewielkie jezioro typu linowo-szczupakowego o powierzchni 11,9 ha na północny zachód od miejscowości Osiecznica, na Równinie Torzymskiej, w województwie lubuskim, w powiecie krośnieńskim, w gminie Krosno Odrzańskie. 

## Opis
Jezioro leży w otoczeniu lasów, na północny wschód od drogi krajowej nr 29. Na jeziorze gospodaruje ZO PZW Zielona Góra.
Głębokość maksymalna 4,5 m. Głębokość średnia 3,5 m. Całkowita objętość wód jeziora to 419,5 tys. m³.